# Mary McDonnell
Mary Eileen McDonnell (født 28. april 1952) er en amerikansk teater-, tv- og filmskuespiller. Hun voksede op i Ithaca, New York.
Hun er berømt for sin Oscar-nominerede rolle Stands with a Fist i filmen Danser med ulve fra 1990 og for sin rolle som Laura Roslin i Battlestar Galactica.